# Otacilia allomanubrium
Otacilia allomanubrium (лат.) — вид аранеоморфных пауков рода Otacilia из семейства Phrurolithidae.

## Распространение
Встречаются в Китае (Юньнань, Hani-Yi Autonomous Prefecture of Honghe, Pingbian Miao Autonomous County, Daweishan National Forest Park).

## Описание
Мелкие пауки, длина тела около 4 мм. Карапакс черновато-коричневый, с несколькими фигурами, напоминающими стекающие капли воды, в районе фовеа. Брюшко серое; небольшой узкий дорсальный скутум, вершина которого с крупным чёрным пятном, а задний край с четырьмя чёрными полосами. Ноги жёлтые, с чёрными кольцами у кончиков бёдер Ⅰ—IV. Этот вид похож на Otacilia taoyuan (Fu, Chen & Zhang, 2016) сходными бедренными апофизами, но может быть распознан по: 1) тонкому эмболусу (против короткого и толстого), 2) более короткому ретролатеральному голенному апофизу без выраженной кривизны (против длинного и изогнутого кончика), 3) изогнутому кончику дорсального голенного апофиза (против не изогнутого), 4) близко расположенные сперматеки (против раздельных). Наземные пауки, обитающие в опавших листьях на лесной подстилке.

## Таксономия и этимология
Вид был впервые описан в 2023 году группой китайских арахнологов (Yannan Mu, Feng Zhang; Hebei University, Баодин, Хэбэй, Китай) по материалам из Китая. Видовое название представляет собой сочетание слов «allocot» и «manubrium», обозначающих длинный педицель.